# Hyalesthes ponticorum
Hyalesthes ponticorum är en insektsart som beskrevs av Hoch och Adolf Remane 1985. Hyalesthes ponticorum ingår i släktet Hyalesthes och familjen kilstritar.
Artens utbredningsområde är Turkiet. Inga underarter finns listade i Catalogue of Life.